# Gâteau renversé
Un gâteau inversé (ou tarte inversée) est un gâteau qui est cuit « à l'envers » dans son moule, c'est-à-dire que les garnitures sont au fond de l’appareil. À la fin de la cuisson, la préparation est retournée et démoulée sur son plat, de sorte que la garniture est dessus et la pâte en dessous.
Habituellement, ce sont des fruits (tranchés ou hachés) comme les pommes, les cerises, les pêches ou les ananas qui sont déjà placés au fond du moule avec le beurre et le sucre pour un effet caramélisé puis on verse la pâte (un appareil ou une pâte).
Les premières recettes américaines de gâteau renversé aux pruneaux sont apparues dans les journaux en 1923,. Aux États-Unis, les gâteaux renversés à l'ananas sont devenus populaires au milieu des années 1920 après que la Dole Pineapple Company a parrainé un concours de recettes à l'ananas qui a reçu plus de 2 500 propositions différentes pour le gâteau à l'ananas.
Les préparations traditionnelles de gâteaux renversés comprennent par exemple la tarte Tatin ou le gâteau renversé à l'ananas caramélisé, qu'il soit américain ou brésilien (torta de abacaxi).